# Comuna de Ułęż
Ułęż (polaco: Gmina Ułęż) é uma gminy (comuna) na Polónia, na voivodia de Lublin e no condado de Rycki. A sede do condado é a cidade de Ułęż.
De acordo com os censos de 2004, a comuna tem 3646 habitantes, com uma densidade 43,6 hab/km².

## Área
Estende-se por uma área de 83,56 km², incluindo:
- área agrícola: 57%
- área florestal: 23%

## Demografia
Dados de 30 de Junho 2004:
|                      | Total   | Total | Mulheres | Mulheres | Homens  | Homens |
| -------------------- | ------- | ----- | -------- | -------- | ------- | ------ |
|                      | pessoas | %     | pessoas  | %        | pessoas | %      |
| População            | 3646    | 100   | 1874     | 51,4     | 1772    | 48,6   |
| Densidade (pop./km²) | 43,6    | 100   | 22,4     | 22,4     | 21,2    | 21,2   |

De acordo com dados de 2002, o rendimento médio per capita ascendia a 1642,12 zł.

## Subdivisões
- Białki Dolne, Białki Górne, Drążgów, Korzeniów, Lendo Ruskie, Miłosze, Podlodówka, Sarny, Sobieszyn, Ułęż, Wąwolnica, Zosin, Żabianka.

## Comunas vizinhas
- Adamów, Baranów, Jeziorzany, Nowodwór, Ryki, Żyrzyn